# Clermont-le-Fort
Clermont-le-Fort är en kommun i departementet Haute-Garonne i regionen Occitanien i södra Frankrike. Kommunen ligger i kantonen Castanet-Tolosan som tillhör arrondissementet Toulouse. År 2022 hade Clermont-le-Fort 526 invånare.

## Befolkningsutveckling
Antalet invånare i kommunen Clermont-le-Fort

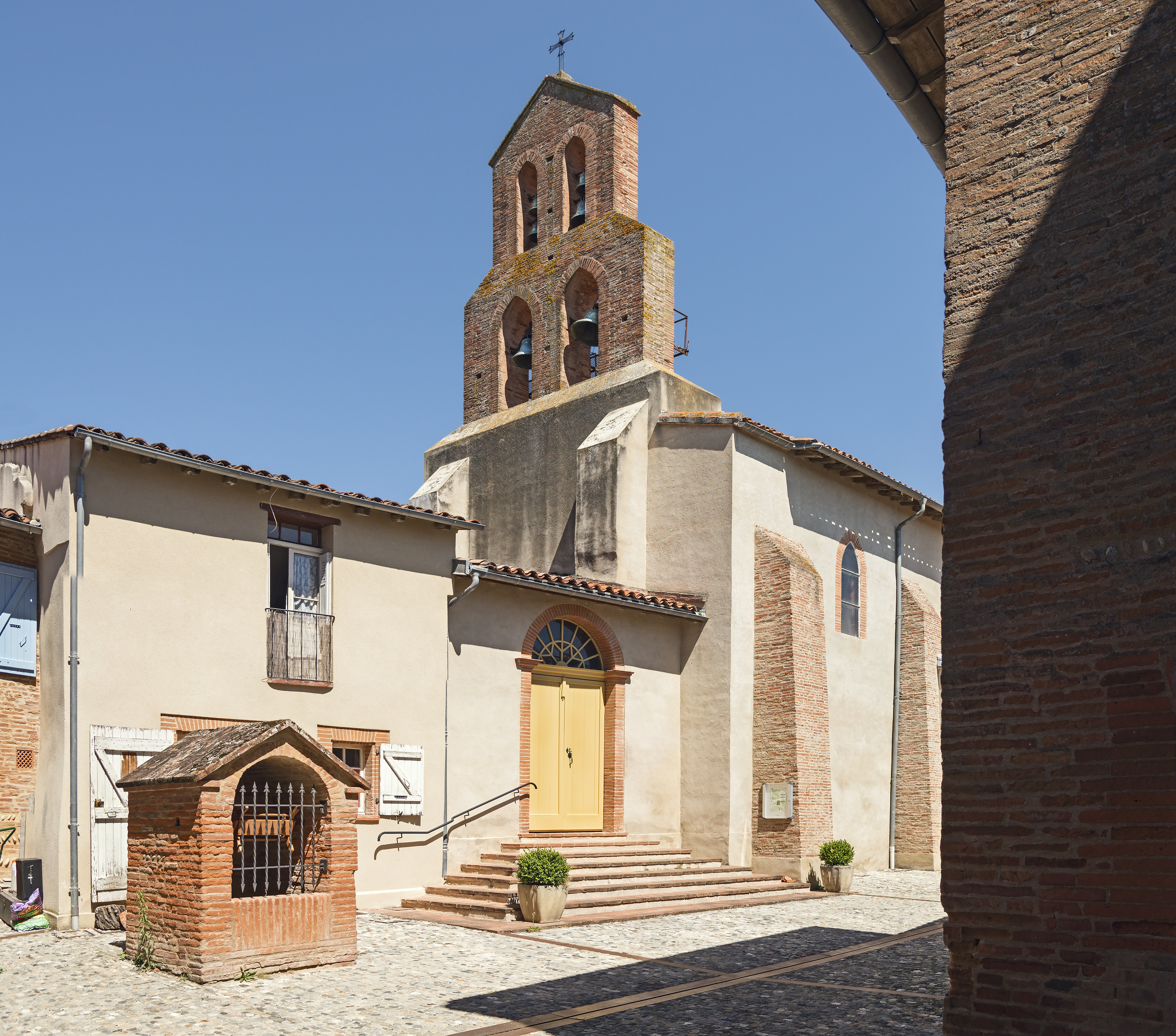
Cerkev.
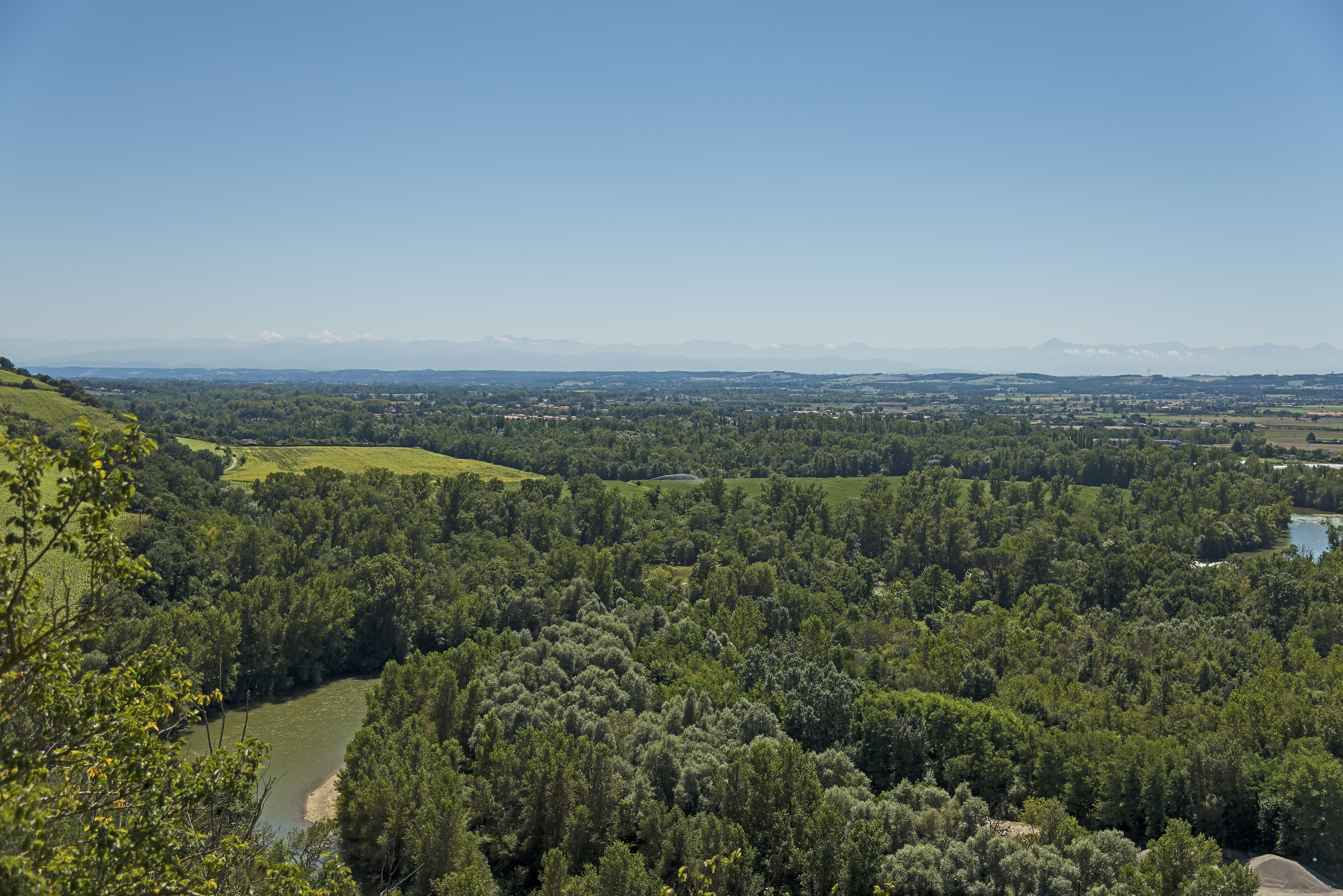
Panorama.

Referens:INSEE